# Xã Texas, Quận DeWitt, Illinois
Xã Texas (tiếng Anh: Texas Township) là một xã thuộc quận DeWitt, tiểu bang Illinois, Hoa Kỳ. Năm 2010, dân số của xã này là 1.246 người.